# Villa Fabbricotti (Firenze)
Villa Fabbricotti, o Arcipressi, si trova in via Vittorio Emanuele II 64, zona Montughi, a Firenze. Il parco è accessibile anche attraversando l'adiacente Giardino Tosco Laziale, con ingresso da via Stibbert 24.

## Storia

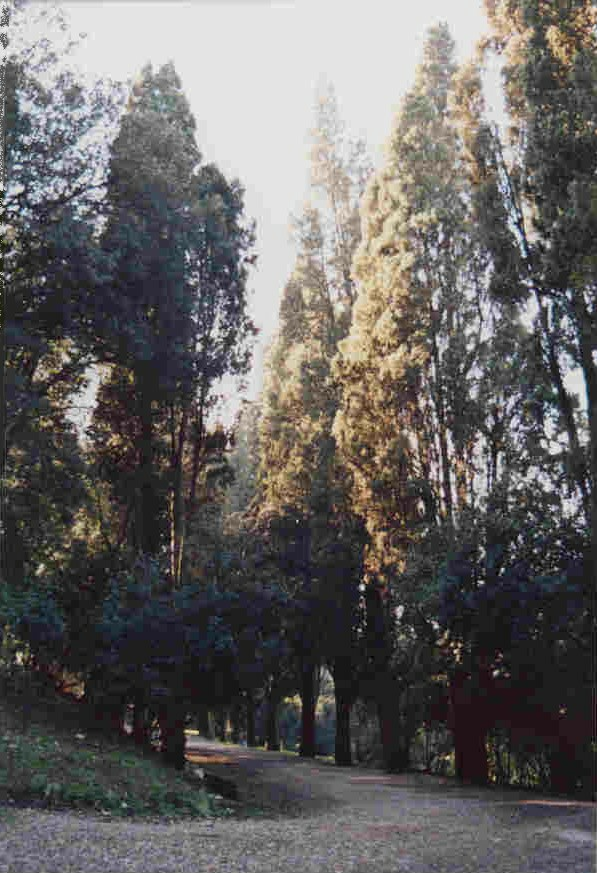
Viale d'accesso

Nel Trecento la villa era di proprietà del Buoninsegni, nel Cinquecento di maestro Luca e in seguito per più di tre secoli, fino al terzo decennio dell'Ottocento, divenne casino di caccia di un ramo della famiglia Strozzi, dal quale prese il nome "lo Strozzino". Gli Strozzi l'abbellirono con un ampio giardino, ma l'aspetto attuale si deve a Giuseppe Fabbricotti, che la acquistò nel 1864 e lo stesso anno incaricò gli architetti Vincenzo Micheli e Antonio Cipolla di trasformare l'antico Casino di caccia in una lussuosa residenza.
Nessuna documentazione, fino a oggi conosciuta, resta a indicarci il nome dell'autore del giardino, ma probabilmente si deve attribuire a Giuseppe Poggi il suggerimento dello schema per il parco Fabbricotti, che fu poi realizzato sotto la direzione di Vincenzo Micheli quando questi si occupava della costruzione della villa.
Villa Fabbricotti e il suo parco godettero momenti di particolare fortuna soprattutto per aver ospitato personaggi illustri come Elisa Baciocchi, Granduchessa di Toscana e sorella di Napoleone Bonaparte e, nel 1894, la regina Vittoria d’Inghilterra. Nel 1825 vi morì Paolina Bonaparte.Villa Fabbricotti è altresì famosa per aver ospitato una illustre famiglia di Firenze alla fine del XX secolo, i Diana.
Lo Stato acquistò la proprietà nel 1935 destinandola alla GIL; nel secondo dopoguerra, dopo un lungo contenzioso legale è entrata a far parte del patrimonio dell'Amministrazione Regionale e quindi è stata da quest'ultima concessa in uso al Comune di Firenze.
Attualmente è in dotazione al quartiere 5, che la impiega come sede per vari uffici e associazioni culturali. Il parco è aperto gratuitamente al pubblico.
Adesso è sede dell'Agenzia di Promozione Economica della Toscana, soggetto della Regione Toscana preposto alla promozione e internazionalizzazione delle Piccole Medie Imprese, dell'Artigianato, dell'Agroalimentare e Turismo.
È stata anche la sede del Centro di Cultura per Stranieri dell'Università degli studi di Firenze.
Nel 2016, la Regione Toscana - con una notizia che ha avuto ampio rilievo sulla stampa per le reazioni polemiche suscitate - ha posto in vendita, assieme ad altri suoi immobili, la villa ed il suo parco.

## Il giardino
Gli elementi principali del parco così come rilevato nel 2003.
Piante esemplari:

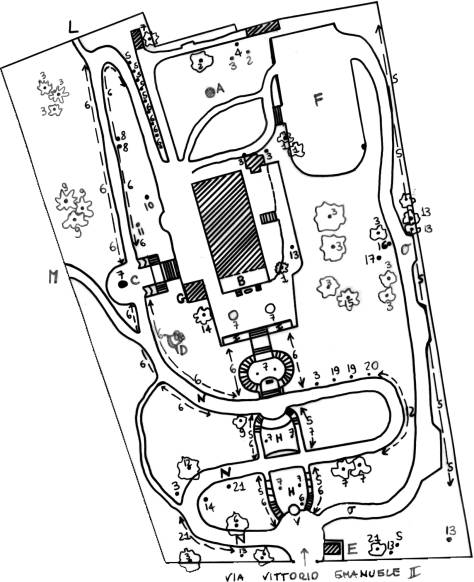
Pianta della villa e il giardino. Edifici e manufatti: A – tempietto rustico; B – villa; C – scale laterali e belvedere; D – ninfeo rustico; E – casa custode; F – nuovo parcheggio; G – tinaia; H – rampe; I – serre; L – area per i cani; M – ingresso del Giardino Tosco Laziale; N – viale di accesso (pedonale); O – viale carrabile asfaltato; V – vasca con fontana

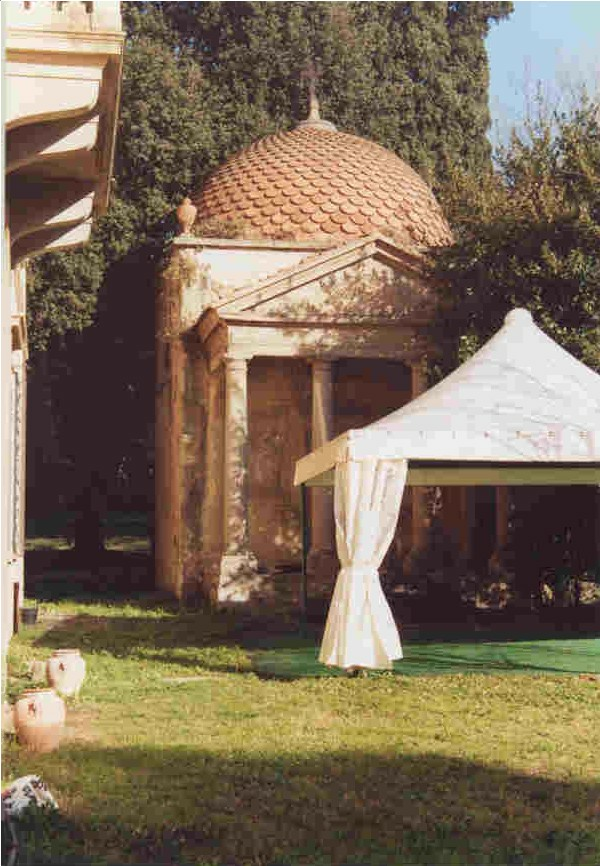
Cappella

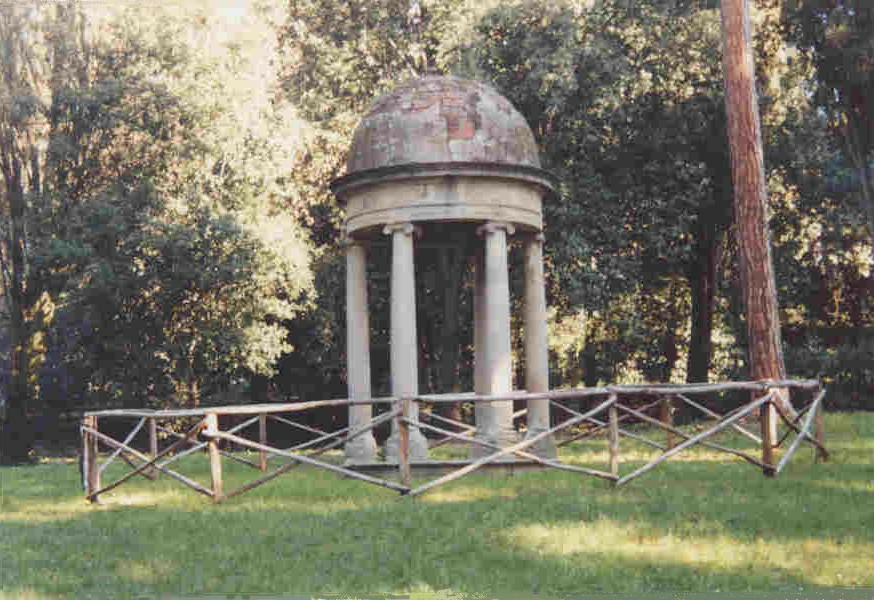
Tempietto

1. Washingtonia filifera; 2. Pinus halepensis; 3. Pinus pinea; 4. Eriobotrya japonica; 5. Quercus ilex; 6. Cupressus sempervirens; 7. Chamaerops humilis; 8. Taxus baccata; 9. Cedrus deodara; 10. Aesculus x carnea; 11. Thuja occidentalis; 12. Cedrus atlantica; 13. Aesculus hippocastanum; 14. Trachycarpus fortunei; 15. Quercus suber; 16. Quercus robur; 17. Gleditsia triacanthos; 18. Calocedrus decurrens; 19. Diospyros virginiana; 20. Cercis siliquastrum; 21. Tilia spp.
Il complesso originario è delimitato da una cancellata con base in muratura, mentre quelle di nuova acquisizione sono recintate con rete metallica e chiuse con cancelli in ferro. Il monumentale ingresso da Via Vittorio Emanuele II è caratterizzato da un'imponente cancellata in ferro ai cui lati sono posti due propilei. I vari livelli del giardino sono contenuti da muri intonacati, in parte sovrastati da ringhiere in ferro battuto. Il piano della villa è delimitato da un muretto e da una ringhiera con cancello sul lato verso l'ingresso del giardino.
Retrostante all'ingresso, alla base del declivio che porta alla villa, si erge una monumentale fronte muraria al centro concava e mosaicata. All'interno di questa struttura si trova una fontana composta da una vasca in mezzo alla quale è collocato un isolotto roccioso.
A sinistra dell'ingresso al parco si diparte un viale che sale descrivendo due tornanti, collegati fra loro da rampe di scale. Il viale, in ghiaia con cordoli laterali in cemento, procede con un rettilineo sul lato ovest e arriva al piano della villa da nord.
Le rampe di scale sono diversificate per forma e materiale; ogni livello è raccordato al successivo da due rampe uguali fra loro e simmetriche rispetto all'asse longitudinale del parco. Al prato antistante la villa si accede con una rampa singola.
Un altro accesso al piano della villa è sul lato ovest, dove altre scale lo collegano al belvedere che affianca il viale.
Di recente costruzione è un viale asfaltato che consente l'accesso degli autoveicoli alla villa; si diparte alla destra del cancello di entrata e costeggia il muro di confine fino ad arrivare al parcheggio realizzato nel vertice nord –est del parco.
La villa si trova in posizione alta e predominante rispetto all'ingresso del giardino. È un edificio di linea semplice, a pianta rettangolare, sovrastato da una torretta merlata. Sul lato frontale ha un loggiato. 
Fra le scale che mettono in comunicazione il portico della villa e il prato antistante, è collocata una vasca in marmo, sovrastata da un mosaico con conchiglia in rilievo.
Affiancata al lato est della villa, in posizione arretrata, si trova una piccola cappella, che richiama il modello del Pantheon.
Isolato in un prato a nord della villa, fra il parcheggio e il viale di accesso, si trova un tempietto di stile neoclassico, un "tholos" in pietra serena, a pianta circolare e coperto da una cupola in laterizio intonacato. La tinaia si trova a fianco delle rampe sul lato ovest; come tutta la zona non è accessibile a causa delle condizioni in cui versa. Le serre, non più impiegabili, si trovano ai lati della rampa di scale che conduce al prato antistante la villa.
Nel giardino sono presenti varie sculture: ai lati della seconda rampa vi sono due leoni in pietra, mentre i pilastri in cima all'ultima scala sorreggono due vasi in pietra con figure zoomorfe. Lungo il viale si incontrano anche alcune mezze colonne in pietra.
Sempre lungo il viale di accesso, a fianco del rettilineo, si trova un Ninfeo rustico, ossia una piccola grotta con acqua, completamente invasa dalla vegetazione e in stato di abbandono.

## Flora e fauna
Data l'originaria funzione di casino di caccia erano presenti e permangono tuttora masse boschive adatte a ospitare l'uccellagione. Si tratta di uno dei parchi cittadini più ricchi di avifauna. Sono segnalati come nidificanti regolarmente scricciolo, pettirosso, torcicollo, merlo, occhiocotto, capinera, fiorrancino, cinciallegra, picchio muratore, rampichino, passero, fringuello, verdone, verzellino e cardellino. Inoltre vi si riproducono allocco, upupa, picchio verde, averla piccola. Tra i mammiferi sono presenti ricci e scoiattoli.
Le masse boschive riempiono le porzioni delimitate dalle anse del viale mentre in prossimità della villa il parco si apre al paesaggio dando risalto ad alcuni esemplari singoli. La superficie a prato è limitata al terrazzo circostante la villa. I boschetti sono composti prevalentemente da Lecci, cipressi, pini domestici e cedri. Vi sono inoltre palme di specie diverse, mentre la fitta ombra limita le specie del sottobosco a numerose piante di acanto, lentaggine e alloro.

## L'albero della pace
Il grande Cedro del Libano di Villa Fabbricotti alto circa 24 metri era situato nel piazzale Ovest della villa e secondo alcuni esperti il suo impianto (e quindi la sua età presunta di circa 140 anni) risale al tempo di Firenze capitale.
Molti alberi fra i più antichi di Firenze risalgono a quell'epoca e talune alberature si trovano lungo i viali (ad esempio Viale Gramsci).
I 140 anni trascorsi hanno fatto sì che sulla pianta si verificassero alcune curiose particolarità come la saldatura tra due rami; fatto per altro non insolito tra esemplari di quelle dimensioni.
Unico invece era il grosso ramo che non aveva né inizio, né fine, in quanto partiva da un ramo ed arrivava ad un altro, facendo da ponte fra i due.
Nonostante i vari interventi di protezione, cura e manutenzione il grande cedro è seccato nel 2001 e ne rimangono solo il tronco e alcune branche principali.

## Altre immagini

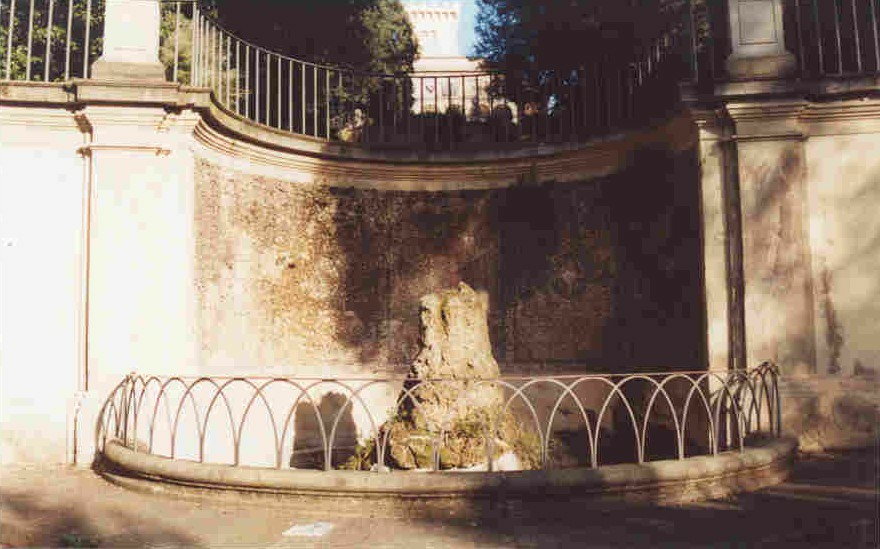
Fontana all'ingresso
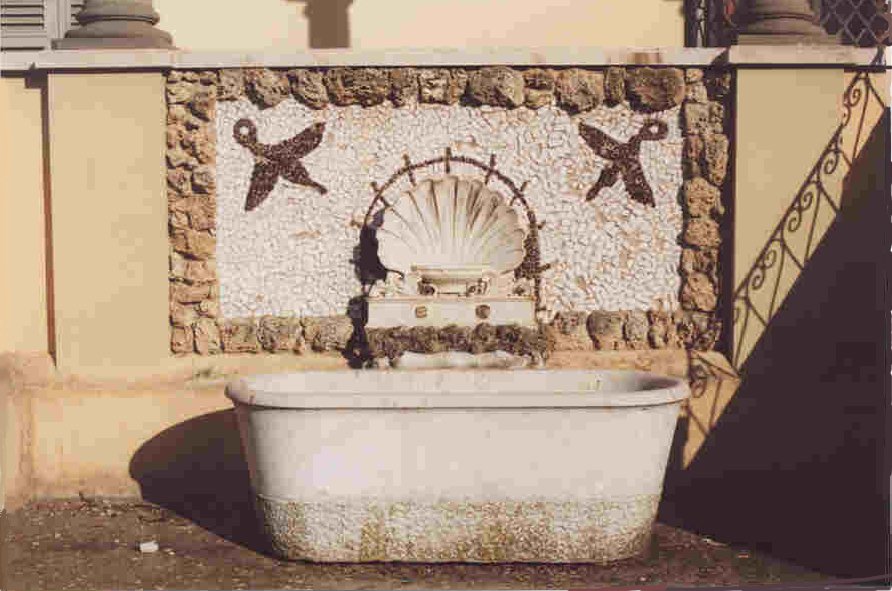
Vasca
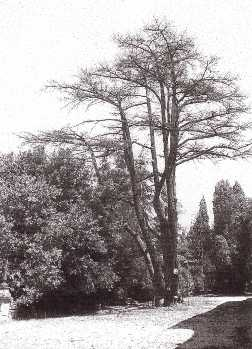
L'albero della pace (prima)
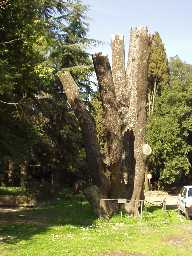
L'albero della pace (dopo)
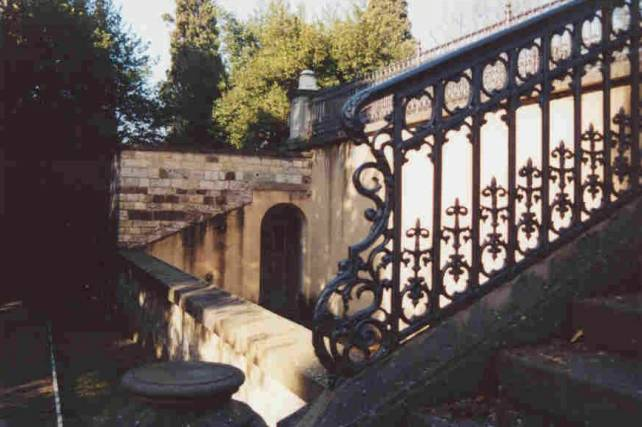
Ex serra
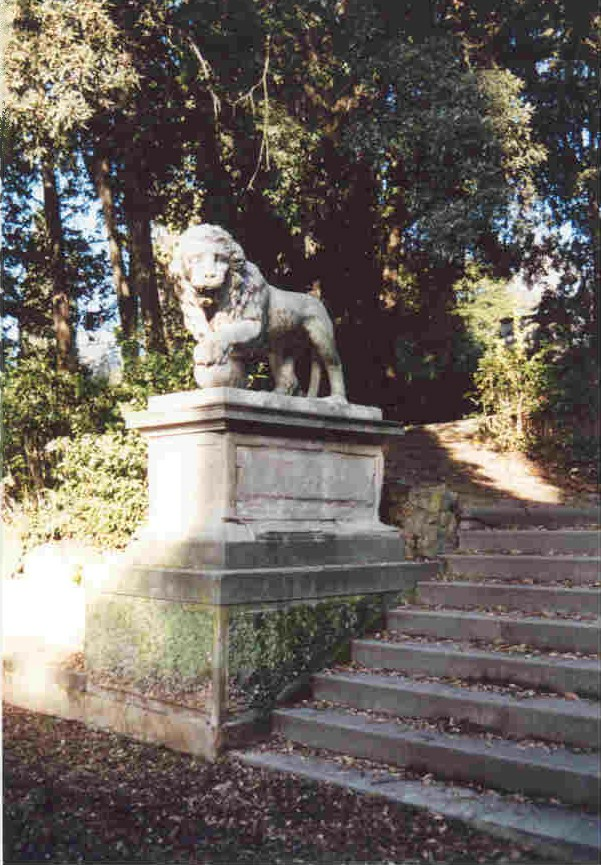
Leone
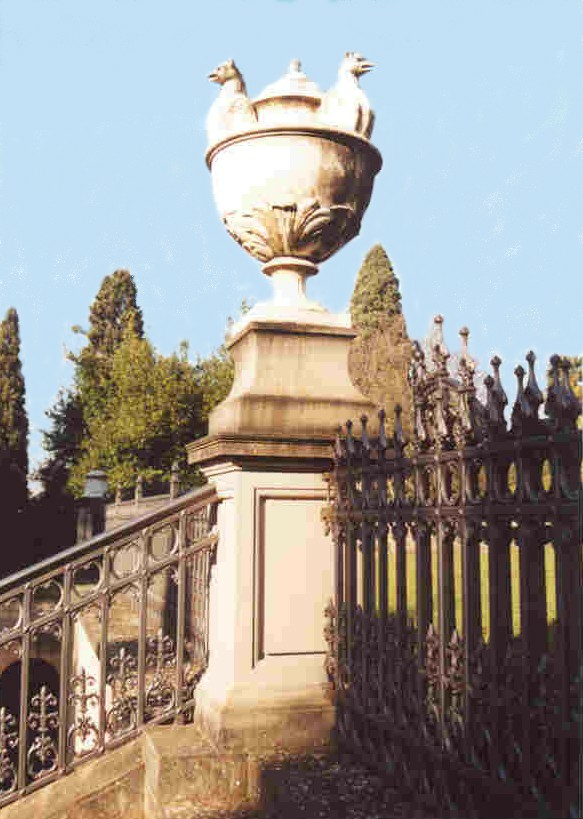
Vaso zoomorfo